# اون یانون
اون یانون (انگلیسی: He Yanwen؛ زادهٔ ۲۹ سپتامبر ۱۹۶۶) قایقران روئینگ و از برندگان مدال‌های بازی‌های المپیک تابستانی  اهل چین است.